# Nicolás Rosa
Mario Nicolás Rosa (Rosario, 1938-Buenos Aires, 25 de octubre de 2006) fue un ensayista, crítico literario y traductor argentino. En 2004 recibió un Premio Konex a Ensayo Literario.

## Biografía
Nicolás Rosa nació en la ciudad de Rosario en 1938. Obtuvo un doctorado en Literatura Comparada de la Universidad de Montreal (Canadá). Fue profesor de Teoría Literaria en la Facultad de Filosofía y Letras de la Universidad de Buenos Aires y de Análisis y Crítica en la Facultad de Humanidades y Artes de la Universidad Nacional de Rosario.
Tradujo tres de las obras de Roland Barthes: El grado cero de la escritura, El placer del texto y S/Z.
En 2004, recibió un Premio Konex a Ensayo literario.
Murió por problemas cardíacos en la ciudad de Buenos Aires el 25 de octubre de 2006.

## Obras
- 1970 - Crítica y significación
- 1978 - Léxico de Lingüística y Semiología
- 1981 - Crítica literaria contemporánea
- 1987 - Los fulgores del simulacro
- 1988 - Borges: juegos de lectora
- 1989 - La novela familiar de la crítica: análisis y práctica del imaginario de la crítica literaria actual
- 1989 - David Viñas y Oscar Masotta: Ensayo literario y crítica sociológica
- 1990 - El arte del olvido
- 1992 - Artefacto
- 1997 -Tratados sobre Néstor Perlongher
- 1998 - La lengua del ausente
- 1999 - Políticas de la crítica
- 1999 - Usos de la literatura
- 2000 - Ciencias sociales y postgrado: memorias del encuentro, La constitución de los Estudios de Postgrado en el Campo de las Ciencias Sociales
- 2001 - Historia de la crítica literaria argentina
- 2002 - Historia del ensayo argentino
- 2003 - La letra argentina
- 2004 - El arte del olvido: y tres historias sobre mujeres
- 2006 - Relatos críticos: cosas animales discursos